# Eisfabrik (Band)
Eisfabrik ist eine deutsche Electro- und Future-Pop-Band. Sie wurde im Winter 2011/2012 von Charly Barth-Ricklefs (ehem. Shadow-Minds) und Gerrit Thomas (u. a. Funker Vogt) gegründet.

## Geschichte
Im Rahmen der 7. Darkflower Live Night in Leipzig trat Eisfabrik am 4. Oktober 2014 zum ersten Mal vor Publikum auf. Anfang 2015 gründete die Band das Musiklabel Eismusik. Das Debütalbum When Winter Comes wurde am 13. Februar 2015 veröffentlicht, seitdem ist Jan Bertram fester Bestandteil der Band. Im Jahre 2015 begleitete Eisfabrik als Support die Band Project Pitchfork auf ihrer Blood-Tour.
Ende des Jahres 2015 wurde der Bandübernahmevertrag beim Label NoCut unterschrieben, dort wurde dann im selben Jahr das Album Eisplanet veröffentlicht. Zum Ende des Jahres spielte die Band auf dem 4. Gothic Meets Klassik Festival im Haus Auensee in Leipzig und dem Dark Storm Festival in Chemnitz.
2016 begleitete Eisfabrik die Band Mono Inc. auf ihrer Terlingua Tour. Unter anderem spielte Eisfabrik auf der 12. Nocturnal Culture Night im Kulturpark Deutzen und auf dem Autumn Moon Festival in Hameln.
Durch ihre Touren mit Project Pitchfork und Mono Inc. wurde Eisfabrik einem größeren Publikum bekannt, sodass sie sich zu ihrer eigenen ersten Headlinertour, der „Nichtsommer-Tour“, durch sieben Städte entschied. Passend zum Start erschien ihr drittes Studioalbum Achtzehnhundertunderfroren. Kurze Zeit nach Beendigung der Tour spielte sie zum ersten Mal auf dem Wave-Gotik-Treffen in Leipzig in der Agra und dem Amphi Festival im Kölner Tanzbrunnen. In der zweiten Hälfte desselben Jahres begann ihre zweite Headlinertour „Kaltgebiete“, die sich in das Frühjahr 2018 erstreckte, und mit der Veröffentlichung des vierten Albums Null Kelvin einherging. Es folgten weitere Auftritte u. a. beim Etropolis Festival in Oberhausen, Call the Ship to Port auf der MS Rheinenergie in Köln, dem M’era Luna Festival in Hildesheim, dem Autumn Moon Festival in Hameln und dem Dark Storm Festival in Chemnitz.
Im November folgte ein Auftritt beim ORUS-Light-Festival in Mexiko-Stadt. Seit Ende 2018 ist Renè Dornbusch festes Mitglied bei Eisfabrik als Schlagzeug. Im Jahre 2019 war Eisfabrik mit den Bands Agonoize und Funker Vogt auf der „Hybridize Festival-Tour 2019“ unterwegs. Für Eisfabrik folgten noch Auftritte beim Summer Summit Festival in Oschatz, Black Castle Festival 2019 in Mannheim und dem Nocturna Festival 2019 in Barcelona, Spanien. Im Winter 2019 begann die dritte Headliner-Tour „Kryothermalfeste“.
2019 kam Eisfabrik beim Musiklabel RepoRecords unter Vertrag und es  wurde die EP Rotationsausfall in der Eisfabrik veröffentlicht. Im Folgejahr kam das fünfte Studioalbum Kryothermalmusik aus der Eisfabrik heraus, welches erstmals in den deutschen Albumcharts vertreten war.
Der erste Auftritt im Jahre 2021 fand beim e-Only Festival im Kulturpark Deutzen statt, danach spielte Eisfabrik auf dem Alternative Electronic Music Festival "Fame 2021" in Toruń/Polen. Im November folgte dann ein Auftritt beim Etropolis Festival in Oberhausen.
Im Winter 2021/2022 kehrte Eisfabrik zum Label  NoCut zurück. Im Februar 2022 erschien das 6. Studioalbum Life Below Zero, das Platz 13 in den deutschen Albumcharts erreichte.

## Diskografie

### Alben
- 2015: When Winter Comes (Eismusik)
- 2015: Eisplanet (NoCut)
- 2016: Achtzehnhundertunderfroren (NoCut)
- 2017: Null Kelvin (NoCut)
- 2020: Kryothermalmusik aus der Eisfabrik (RepoRecords)
- 2022: Life Below Zero (NoCut)
- 2023: Götter in Weiß (NoCut)

### Singles und EPs
- 2015: Ice Crystal (Eismusik)
- 2016: Walking Towards the Sun (Digital, NoCut)
- 2019: Rotationsausfall in der Eisfabrik (RepoRecords)
- 2020: Automatisierung in der Eisfabrik (RepoRecords)
- 2021: Eins mit dem Wind (Digital, NoCut)
- 2021: Wait for a Sign (Digital, NoCut)
- 2022: 7even Days of Darkness (Digital, NoCut)
- 2022: Lost Control (Digital, NoCut)
- 2022: Life Below Zero - The EP (NoCut)

### Musikvideos
- 2014: Eisfabrik
- 2015: Maschinen
- 2015: Walking Towards the Sun
- 2017: Schneemann
- 2018: The Choice
- 2019: And Nothing Turns
- 2021: Eins mit dem Wind
- 2021: Wait for a Sign
- 2022: 7even Days of Darkness
- 2022: Lost Control
- 2022: Saving Shore